# R-League 2017
Die R-League 2017 war die 15. Spielzeit der südkoreanischen Reserve-Fußballliga seit der offiziellen Einführung im Jahr 1990 gewesen. Letztjährige Meister waren der FC Seoul (Gruppe A) und Daegu FC (Gruppe B). 

## Teilnehmer und ihre Spielstätten
| Mitglieder                 | Stadt      | Heimstätte                              | Beitritt |
| -------------------------- | ---------- | --------------------------------------- | -------- |
| Ansan Greeners FC II       | Ansan      | Ansan-Wa~-Ersatzstadion                 | 2017     |
| Bucheon FC 1995 II         | Bucheon    | Ojeong-Universitätssportplatz           | 2016     |
| Busan IPark II             | Busan      | Busan-Asia-Main-Ersatzstadion           | 1990     |
| Daegu FC II                | Daegu      | Daegu-Ersatzstadion                     | 2008     |
| Gangwon FC II              | Gangwon-do | Alpensia Jumping Park                   | 2017     |
| Incheon United II          | Incheon    | Seunggi-Sportplatz                      | 2004     |
| Jeju United FC II          | Jeju-si    | Jeju-Klubhaus-Sportplatz                | 1990     |
| FC Seoul II                | Seoul      | GS-Champions-Park-Stadion               | 1990     |
| Seoul E-Land FC II         | Seoul      | Cheongju-Stadion / Cheongpyeong-Stadion | 2016     |
| Seongnam FC II             | Seongnam   | Tancheon-Stadion                        | 1990     |
| Suwon Samsung Bluewings II | Suwon      | Bluewings-Klubhaus-Sportplatz           | 2000     |
| Ulsan Hyundai II           | Ulsan      | Gangdong-Sportplatz                     | 1990     |

## Tabelle
| Pl. | Verein                     | Sp. | S  | U  | N  | Tore    | Diff. | Punkte |
| --- | -------------------------- | --- | -- | -- | -- | ------- | ----- | ------ |
| 1.  | Ulsan Hyundai II           | 22  | 15 | 3  | 4  | 050:300 | +20   | 48     |
| 2.  | Suwon Samsung Bluewings II | 22  | 10 | 8  | 4  | 045:280 | +17   | 38     |
| 3.  | Seongnam FC II             | 22  | 10 | 6  | 6  | 040:340 | +6    | 36     |
| 4.  | Incheon United II          | 22  | 10 | 4  | 8  | 044:320 | +12   | 34     |
| 5.  | Bucheon FC 1995 II         | 22  | 9  | 5  | 8  | 032:370 | −5    | 32     |
| 6.  | Daegu FC II                | 22  | 9  | 6  | 7  | 038:290 | +9    | 33     |
| 7.  | Seoul E-Land FC II         | 22  | 8  | 6  | 8  | 040:430 | −3    | 30     |
| 8.  | FC Seoul II                | 22  | 7  | 5  | 10 | 033:330 | ±0    | 26     |
| 9.  | Busan IPark II             | 22  | 6  | 5  | 11 | 034:420 | −8    | 23     |
| 10. | Jeju United II             | 22  | 4  | 10 | 8  | 028:360 | −8    | 22     |
| 11. | Ansan Greeners FC II       | 22  | 6  | 3  | 13 | 025:400 | −15   | 21     |
| 12. | Gangwon FC II              | 22  | 3  | 8  | 11 | 025:380 | −13   | 17     |

### Torschützenliste
Bei gleicher Anzahl von Treffern sind die Spieler alphabetisch geordnet.
| Platz | Spieler        | Mannschaft                 | Tore |
| ----- | -------------- | -------------------------- | ---- |
| 01    | Kim Heui-won   | Seoul E-Land FC II         | 11   |
| 0     | Jang Seong-jae | Ulsan Hyundai II           | 11   |
| 03    | Yu Ju-an       | Suwon Samsung Bluewings II | 10   |
| 0     | Lee Yun-hwan   | Bucheon FC 1995 II         | 10   |
| 05    | Lee Dong-jun   | Busan IPark II             | 9    |